# 那些夜晚 (歌曲)
〈那些夜晚〉是美国独立摇滚乐队歡樂.樂團的一首歌曲，发布于2012年6月4日，作为他们第二张录音室专辑《那些夜晚》的主打歌以及第二单曲。这首歌由傑夫·巴斯克、奈特·瑞斯、安德鲁·杜斯特、杰克·安东诺夫四人编写。
〈那些夜晚〉是一首独立流行音乐，融合了强力流行乐和非洲节奏音乐的元素。歌词显示出主角的自嘲与孤独。在美国，〈那些夜晚〉是一匹黑马，在《告示牌》百强单曲榜上停留了大约七个月。从2012年9月29日那一周开始，在六周内（非连续周）曾攀升到第三的位置。这首歌成为了歡樂.樂團的第二首进入榜单前十的单曲。同时也是继他们前一首单曲〈年少輕狂〉之后，他们的第二首在美国成为白金唱片的歌曲。〈那些夜晚〉在许多国家都十分成功。

## 编曲及歌词的理解
〈那些夜晚〉是一首独立流行音乐，带有强烈、欢乐的强力流行乐和非洲节奏音乐元素，受到民谣摇滚的影响。它以C大调写成。歌词中有一句“就是这样，伙计们，这是场战争”（"this is it boys, this is war"），令人回忆起妮娜在1983年时的英文歌曲 99 Luftballons。
在〈那些夜晚〉的歌词中，表达了远离家乡的年轻主角心中的忧愁。有几句这样的歌词：

"My heart is breaking for my sister and the con that she called love（我为我姐和她那自称为爱的骗局心碎）

but when I look into my nephew's eyes（而当我望进我侄子的双眼时）

Man, you wouldn't believe the most amazing things that can come from（伙计，你不敢相信，最不可思议的东西可以来自）

Some terrible nights."（那些惨痛的夜晚）

奈特·罗伊斯对美联社的 Mesfin Fekadu 解释说：“我总是在想‘我是谁，我又为什么做这样的事？’而答案又回到了我的家庭，我和他们之间有着太多太多联系，为他们唱首歌也总归是一种治愈。”
歌迷对于歌词中"Some terrible nights"有些争议，有人认为这一句其实是"Some terrible lies"。2012年11月18日，歡樂.樂團的成员在Twitter和Facebook上确认了这句歌词“是NIGHTS而不是LIES”（"it's NIGHTS not LIES."）。

## 评论
这首歌曲受到了音乐评论家的一致好评。Re-View称〈那些夜晚〉比前作〈年少輕狂〉要“更大胆、更吸引人、更惊人，上升到风格和实质双重要求时，〈那些夜晚〉更有价值”。结尾处，他赞扬此曲目能“巩固歡樂.樂團作为近年来美国涌现出的最有乐趣的和令人兴奋的新乐队之一的地位”。《卫报》作家 Dave Simpson 将罗伊斯在歌中的演唱与Freddie Mercury做了一番比较，并称其歌词“真挚而格外感人”。《娱乐周刊》的 Ray Rahman 在回顾整张专辑时，批评专辑后半部分不如前半部分，并称〈那些夜晚〉为专辑中的最佳曲目，与〈年少輕狂〉齐名。
《滚石》将这首歌评为2012年最佳歌曲第11名。

## 榜单表现
〈那些夜晚〉在澳大利亚、新西兰、以色列都占据第一的位置。这首歌也在美国、加拿大、爱尔兰、奥地利、意大利、比利时、英国达到前十，并在荷兰、瑞典、瑞士达到前三十。它也在日本榜上有名。
在美国，〈那些夜晚〉专辑以排名第三的成绩亮相于《公告牌》二百强专辑榜，同一周，〈那些夜晚〉单曲就在《公告牌》百强单曲榜亮相。因为低销量和持续的大量在线播放，这首歌在榜单的较低位置停留了约四个月，而后在第十八周终于进入了前四十。第二十五周时，它跳到了第八，从而进入了前十。进入前十后的第六周，它达到了最高排名——第三。截至2013年5月，这首歌在美国的销量已超4,673,000份。

## 音乐视频
2012年6月4日，〈那些夜晚〉的音乐视频在MTV.com上发布，由Poonam Sehrawat制作，安東尼·曼德勒导演。视频展示了一场发生于美国内战时期的虚构战役，战争爆发，主唱奈特以联邦军指挥官的身份出现，乐队则在远处演唱。故事中有两位特殊的士兵，各来自冲突的双方。邦联一方是一位中年的农夫，他看起来热爱生活、土地、动物，而联邦一方则是一位恋爱中的年轻男子，不得不与恋人分开，奔赴战场。对于恋人和自然的两种破碎的爱，最终在战役中交锋，分出了胜负。说明了战争给个人带来的后果远比在战场上看到的严重。

## 制作团队
- 主唱– 奈特·瑞斯
- 钢琴、低音吉他、键盘手、背景声 - 安德鲁·杜斯特
- 吉他、鼓手、背景声 - 杰克·安东诺夫
- 键盘手、编程、背景声 - 杰克·安东诺夫
- 附加编程 - Pat Reynolds
- 附加背景声 - Joi Starr
- 唱片制作人 – 傑夫·巴斯克
- 歌词– 傑夫·巴斯克、奈特·瑞斯、安德鲁·杜斯特、John Dough
- 唱片公司: Fueled by Ramen

## 媒体使用
〈那些夜晚〉出现在《律政俏師太》系列结局中，此外还在美国广播公司的节目《秘密百万富翁》中插播。这首歌也被用于2012 MTV电影奖和2013 BCS全国冠军赛的宣传中。歡樂.樂團曾在《科尔伯特报告》、《吉米·法伦深夜秀》、《Sunrise》、《乔纳森·罗斯秀》上表演过这首歌。
2012年11月3日，乐队在《周六夜现场》表演了〈那些夜晚〉和〈加把勁〉。2012年动画电影《无敌破坏王》的第二部预告片以此歌结尾。电影《人生决胜球》的预告片亦有此歌。这首歌还在西南航空的一个广告中出现过。
由于歌中融入了非洲节奏音乐的元素，许多歌迷用《狮子王》中的片段给歌曲制作MV。Stand Four组合恶搞了〈那些夜晚〉，作为他们以光明节为主题的模仿/混搭“Eight Nights”中的一部分。

## 榜单排名
| 榜单 (2012–13)                            | 最高排名 |
| ----------------------------------------- | -------- |
| 澳大利亚（澳大利亚唱片业协会單曲榜）      | 1        |
| 奥地利（Ö3四十强单曲榜）                  | 6        |
| 比利时佛兰德（Ultratop五十强单曲榜）      | 42       |
| 比利时瓦隆（Ultratop五十强单曲榜）        | 37       |
| 加拿大（Canadian Hot 100）                | 4        |
| 加拿大熱門/另類排行榜                     | 8        |
| 捷克（電台百強單曲榜）                    | 6        |
| 丹麥（Hitlisten单曲榜）                   | 12       |
| 歐洲 (Euro Digital Songs)                 | 8        |
| 芬兰（芬蘭官方單曲榜）                    | 11       |
| 法国（法國唱片出版業公會單曲榜）          | 37       |
| 愛爾蘭（愛爾蘭唱片音樂協會单曲榜）        | 6        |
| 以色列（媒体森林电台榜）                  | 1        |
| 意大利（意大利音乐产业联盟单曲榜）        | 9        |
| 日本 (Japan Hot 100)                      | 69       |
| 荷兰（荷蘭四十強單曲榜）                  | 9        |
| 新西兰（新西兰唱片音乐协会单曲榜）        | 1        |
| 挪威（世道單曲榜）                        | 17       |
| 葡萄牙數位歌曲 (Billboard)                | 10       |
| 斯洛伐克（電台百強單曲榜）                | 98       |
| 瑞典（瑞典最熱榜）                        | 8        |
| 瑞士（瑞士热门音乐榜）                    | 15       |
| 英國（官方榜单公司單曲榜）                | 7        |
| 美国（《告示牌》百大單曲榜）              | 3        |
| 美國（《告示牌》Hot Rock Songs）          | 1        |
| 美國（《告示牌》Rock Airplay）            | 3        |
| 美國（《告示牌》Adult Alternative Songs） | 6        |
| 美國（《告示牌》成人當代單曲榜）          | 5        |
| 美國（《告示牌》Adult Pop Airplay）       | 1        |
| 美國（《告示牌》Alternative Airplay）     | 1        |
| 美國（《告示牌》Pop Airplay）             | 2        |
| 委內瑞拉 (Record Report)                  | 91       |

| 榜单 (2012)                              | 排名 |
| ---------------------------------------- | ---- |
| 澳大利亚 (ARIA)                          | 15   |
| 以色列 (Media Forest)                    | 5    |
| 英國單曲排行榜 (Official Charts Company) | 77   |
| 美国告示牌百強單曲榜                     | 14   |
| 美国告示牌摇滚單曲榜                     | 13   |
| 美国告示牌另類單曲榜                     | 8    |
| 美国告示牌成人音樂單曲榜                 | 17   |
| 美国告示牌流行單曲榜                     | 30   |